# Crimp

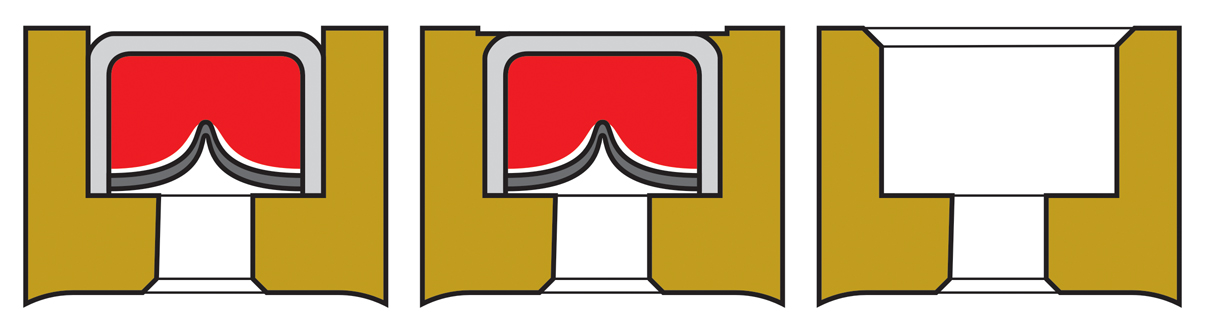
Crimp spłonki. Od lewej: spłonka bez crimpu, spłonka crimpowana, gniazdo spłonkowe po usunięciu spłonki i crimpu

Crimp – (ang. zaciskać) niewielkie zagniecenie denka łuski wzmacniające osadzenie spłonki. Crimp występuje prawie zawsze w amunicji do ręcznej broni wojskowej i niemal nigdy w amunicji do zastosowań cywilnych.